# 눠쑤어
눠쑤어(Nuosu, 쓰촨 이어: ꆈꌠ꒿, 중국어 간체자: 诺苏语, 정체자: 諾蘇語), 쓰촨 이어(중국어 간체자: 四川彝语, 정체자: 四川彝語), 량산 이어(중국어 간체자: 凉山彝语, 정체자: 涼山彝語), 로로어는 중화인민공화국 쓰촨성, 윈난성 등지에서 거주하는 이족들이 사용하는 이어의 가장 큰 방언이다.
여러 로로어(이어) 중 가장 높은 지위를 가진 것으로서 중국 정부에 의해 표준 "이어"(彝語)로 지정되어 있으며, 현재 구어나 문어로 학교에서 교육되는 유일한 형태이다. 2000년 기준 약 2백만 명의 화자가 있었으며 1994년 추산 기준 60%가 단일 언어 화자였다.

## 자음
|                |          | 입술소리 | 치경음  | 치경음   | 권설음   | 치경구개음 또는 경구개음 | 연구개음 | 성문음 |
| 평음           | 치찰음   | 입술소리 |         |          | 권설음   | 치경구개음 또는 경구개음 | 연구개음 | 성문음 |
| -------------- | -------- | -------- | ------- | -------- | -------- | ------------------------ | -------- | ------ |
| 비음           | 유성음   | m ⟨m⟩    | n ⟨n⟩   |          |          | ɲ ⟨ny⟩                   | ŋ ⟨ng⟩   |        |
| 비음           | 무성음   | m̥ ⟨hm⟩   | n̥ ⟨hn⟩  |          |          |                          |          |        |
| 파열음/ 파찰음 | 선비음화 | ᵐb ⟨nb⟩  | ⁿd ⟨nd⟩ | ⁿdz ⟨nz⟩ | ᶯɖʐ ⟨nr⟩ | ᶮdʑ ⟨nj⟩                 | ᵑɡ ⟨mg⟩  |        |
| 파열음/ 파찰음 | 유성음   | b ⟨bb⟩   | d ⟨dd⟩  | dz ⟨zz⟩  | ɖʐ ⟨rr⟩  | dʑ ⟨jj⟩                  | ɡ ⟨gg⟩   |        |
| 파열음/ 파찰음 | 무성음   | p ⟨b⟩    | t ⟨d⟩   | ts ⟨z⟩   | ʈʂ ⟨zh⟩  | tɕ ⟨j⟩                   | k ⟨g⟩    |        |
| 파열음/ 파찰음 | 유기음   | pʰ ⟨p⟩   | tʰ ⟨t⟩  | tsʰ ⟨c⟩  | ʈʂʰ ⟨ch⟩ | tɕʰ ⟨q⟩                  | kʰ ⟨k⟩   |        |
| 지속음         | 무성음   | f ⟨f⟩    | l̥ ⟨hl⟩  | s ⟨s⟩    | ʂ ⟨sh⟩   | ɕ ⟨x⟩                    | x ⟨h⟩    | h ⟨hx⟩ |
| 지속음         | 유성음   | v ⟨v⟩    | l ⟨l⟩   | z ⟨ss⟩   | ʐ ⟨r⟩    | ʑ ⟨y⟩                    | ɣ ⟨w⟩    |        |

## 모음
|            |          | 전설모음 | 후설모음 | 후설모음  |
| 비원순모음 | 원순모음 | 전설모음 |          |           |
| ---------- | -------- | -------- | -------- | --------- |
| 마찰모음   | 이완음   |          | ⟨y⟩ /z̩/  | ⟨u⟩ /v̩ʷ/  |
| 마찰모음   | 긴장음   |          | ⟨yr⟩ /z̠̩/ | ⟨ur⟩ /v̠̩ʷ/ |
| 고모음     | 이완음   | ⟨i⟩ /e̝/  | ⟨e⟩ /ɤ̝/  | ⟨o⟩ /o̝/   |
| 중저모음   | 긴장음   | ⟨ie⟩ /ɛ/ |          | ⟨uo⟩ /ɔ/  |
| 저모음     | 긴장음   |          | ⟨a⟩ /a/  |           |

## 같이 보기
- 로로어군